# Gialma Bevilacqua
Gialma Bevilacqua (Viareggio, 8 settembre 1900 – ...) è stato un arbitro di calcio italiano.
Ottenuta l'abilitazione nel 1920 debutta in Serie A il 3 maggio 1931, arbitrando l'incontro tra Torino e Legnano
Arbitrò 82 partite in massima serie, dirigendo l'ultima, tra Atalanta e Bologna, il 30 gennaio 1938.